# Лисак Ігор Миколайович
Ігор Миколайович Лисак (нар. 19 вересня 1975) — український футболіст, півзахисник.

## Життєпис
Вихованець чернігівського футболу. Займався в СДЮШОР київського «Динамо». У 1992 році потрапив в юнацьку команду гельзенкирхенського «Шальке 04». Разом з ним в команді був й інший гравець з України, Сергій Діхтяр. Тренером у команді був Клаус Фішер. У сезоні 1992/93 року разом з командою вони дійшли до фіналу юнацького турніру організованого Німецьким футбольним союзом, в якому поступилися «Нюрнбергу» (1:2). У сезоні 1993/94 років провів 1 гру за «Шальке II» в рамках Оберліги «Вестфалія», третьому на той час за силою дивізіоні Німеччини. 13 серпня 1994 роки зіграв за «Шальке II» в Кубку Німеччини в першому раунді (1/64 фіналу) проти «Вольфсбурга» (0:2).
У квітні 1996 року провів 2 матчі за запорізький «Віктор», який виступав у другій лізі чемпіонату України. 26 квітня 1996 дебютував за команду в домашньому матчі проти сакського «Динамо» (4:0), Лисак вийшов в перерві замість Олександра Моргунова, а на 77 хвилині отримав жовту картку. Другий матч провів через три дні, 29 квітня проти севастопольської «Чайки» (3:0), Лисак в цій грі провів 39 хвилин.
Після Лисак перейшов в польський клуб «Лодзь». У чемпіонаті Польщі дебютував 14 вересня 1996 року в домашньому матчі проти ольштинського «Стоміла» (4:2), Ігор провів всі 90 хвилин на полі й отримав жовту картку. Всього за «Лодзь» провів 5 матчів у чемпіонаті Польщі.
У січні 1997 року він побував на перегляді в московському «Торпедо-Лужники», але команді не підійшов. Взимку 1998 року побував на перегляді в «Нафтохіміку» з Нижньокамська, але в підсумку перейшов у «КАМАЗ-Чалли» як вільний агент. Головному тренеру команди Валерію Четверику порекомендував Лисака Валерій Лобановський. Однак деякий час він не міг грати за клуб через травму. У команді провів півроку і зіграв 7 матчів у Першому дивізіоні Росії. У підсумку через фінансові труднощі він покинув клуб, Лисак перейшов в одну з польських команд, керівництво «КАМАЗа» навіть не дізналося назву нового клубу Ігора.
У серпні 2001 року перейшов в івано-франківське «Прикарпаття». 20 серпня 2001 року дебютував у Першій лізі України у виїзному матчі проти «Борисфена» (2:3), Лисак вийшов наприкінці гри на 84 хвилині замість Степана Матвіїва. Всього за команду в Першій лізі провів 4 матчі, у Кубку України провів 2 матчі, в основному Лисак виходив на заміну. У жовтні 2001 року грав за бурштинський «Енергетик», провів 2 гри, в яких отримав 1 жовту картку. Літньо-осінню частину 2002 року провів у нижчоліговому польському клубі «Прошовянка» (Прошовіце), у футболці якого відзначився 7-а голами.
На початку 2003 року побував на зборах «Уралу» й пізніше підписав контракт з клубом. У складі клубу провів всього 1 матч в Першому дивізіоні, проти грозненського «Терека» (2:0), Лисак відіграв перший тайм. Після цього виступав за німецький клуб «Ватнсайн». На початку сезону 2004/05 років був заявлений за друголіговий овідіопольський «Дністер», проте за команду так і не зіграв. У Лисака виникли проблеми з трансфером, в зв'язку з цим він виїхав до Росії. Взимку 2006 року побував на перегляді в азербайджанському «Карабасі» з Агдама.
Наприкінці вересня та на початку жовтня 2008 року взяв участь в міжнародному аматорському турнірі в Туреччині. Наприкінці вересня 2009 року взяв участь у турнірі на честь ювілею фігуристки Ірини Родніної, який пройшов у Туреччині, Ігор виступав за команду Aurora з Києва. У жовтні 2009 року взяв участь у прощальному матчі Юрія Максимова в Херсоні, який проходив на стадіоні «Кристал» у складі команди «Друзів Максимова». У жовтні 2010 року зіграв на міжнародному футбольному фестивалі на честь 70-річчя заслуженого майстра спорту Анзора Кавазашвілі в Туреччині за команду Aurora. У 2011 році грав за аматорську команду «Олімп» в чемпіонаті Києва. У жовтні 2011 році Лисак знову взяв участь в аматорському турнірі в Туреччині. У 2012 році виступав в Бізнес лізі Києва за команду «Холодний Яр».